# Суський Віктор Іванович
Ві́ктор Іва́нович Су́ський (* 3 липня 1929, Запорожець, Херсонська область — † ?) — український архітектор.

## З життєпису
1957 закінчив Київський художній інститут.
Є автором таких споруд у Києві, у співавторстві:
- 1960 — Палац спорту,
- 1975 — Будинок товариства «Знання»,
- 1978 — Будинок моделей одягу на вулиці Шота Руставелі,
- 1975—1985 — житлові будинки на вулиці Михайла Бойчука № 25, вулиці Польовій 8-10, Ушинського № 28,
- 1985—1995 — житловий район Південна Борщагівка.

## Джерело
- Інститут історії України
- Півстолітній ювілей відзначає київський Палац спорту (архівні дані)

| українська персоналія | Це незавершена стаття про особу, що має стосунок до України. Ви можете допомогти проєкту, виправивши або дописавши її. |